# Palazzo del Banco di Napoli

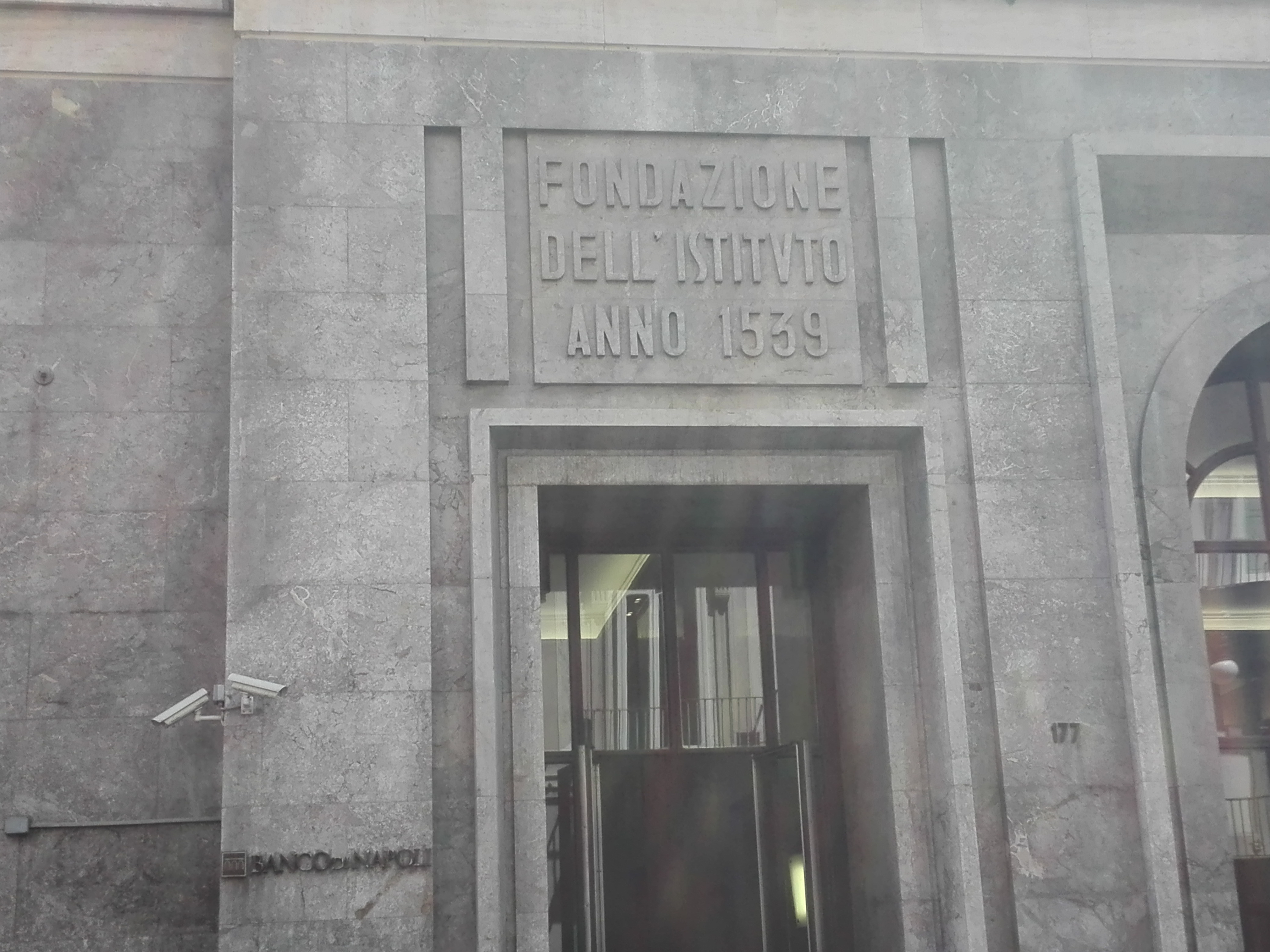
Porte de l'édifice

Le Palazzo del Banco di Napoli est situé dans le centre historique de la ville de Naples, via Toledo. 

## Histoire
Initialement, le siège de la Banco di Napoli (anciennement Banco delle Due Sicilie) se trouvait dans le palais San Giacomo, construit au début du XIXe siècle comme siège des ministères du royaume de Naples, dans une zone qui abritait autrefois un couvent, une zone hospitalière et l’église de San Giacomo degli Spagnoli, qui a été incluse dans le nouveau bâtiment. Le bâtiment quadrangulaire était équipé d'un tunnel de passage en fer et en verre qui reliait directement la Piazza Municipio à la Via Toledo, deux rues reliant le palais au sud et au nord. 
Dans les années 1930, en plein régime fasciste, lorsque Giuseppe Frignani était directeur de la banque, à l'occasion des quatre cents ans écoulés depuis sa fondation, il fut décidé la construction d'un nouveau siège, démolissant la partie nord du palais San Giacomo, et la majorité de la galleria del Gasse. 
Le projet a été confié à Marcello Piacentini (architecte et urbaniste reconnu), qui, dans le traitement des espaces, a pu démontrer un classicisme particulier et accentué. Avant tout, il a adopté la méthode du clair-obscur, en choisissant des couleurs différentes selon les environnements. 
Une importance particulière est accordée aux salles du deuxième étage du bâtiment, parmi lesquelles se trouve la salle de réunion avec ses grandes fenêtres et son revêtement en marbre d’Éthiopie. 
Dans les années 1980, Nicola Pagliara, qui a ajouté deux fontaines, a avancé la perspective. 